# Wilson Island (Archipelag Ritchie)
Wilson Island – jedna z mniejszych wysp środkowej części Archipelagu Ritchie w Andamanach, zajmuje obszar 14 km².

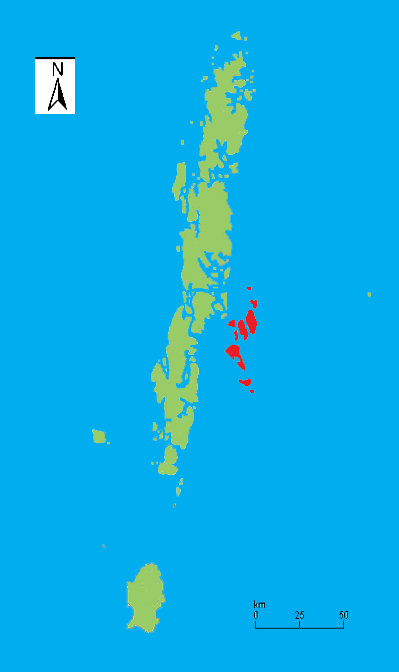
Mapa Andamanów z Archipelagiem Ritchie (w kolorze czerwonym).